# 游明財
游明財，中華民國（台灣）政治人物，曾任臺北縣中和市市民代表會正、副主席，後代表中國國民黨在台灣省第一選區（台北縣）當選為第一屆第六次增額立法委員。